# Anatolij Kralickij
Anatolij Kralický (vlastním jménem Alexander Fjodorovič Kralickij; 12. února 1835, Vyšné Čabiny – 11. února 1894, Mukačevo) byl mnich řádu svatého Basila Velikého, církevní činitel, pedagog, spisovatel, prozaik, etnograf, historik, literární vědec, folklorista, novinář, fotograf a významná osobnost národního obrození Rusínů. Působil v řeckokatolické církvi.
Narodil se ve Vyšných Čabinách jako syn Fedora Kralického a Anny Končové. V roce 1850 vstoupil do monastýru Sestoupení Ducha svatého, ze kterého po čtyřech letech přestoupil do monastýru svatého Mikuláše. Dne 25. března 1858 byl vysvěcen na mnicha. O půl roku později přednášel v monastýru v Máriapócs jako profesor církevních dějin. Získal zde také právo vést bohoslužbu. Od roku 1869 byl igumenem (obdobou opata) v monastýru svatého Mikuláše v Mukačevu. Od šedesátých let 19. století se zapojoval do kulturního života, když působil jako redaktor časopisu Svit, dále také v Obščestvu sv. Vasylija Velykoho a Haličsko-Ruské matici.
Kralický je autorem více než 400 vědeckých, publicistických a literárních titulů, dále psal povídky, pověsti nebo novely, ačkoli se během svého života nedočkal ani jednoho jejich knižního vydání. Používal mnoho pseudonymů a to kvůli svým názorům na útlak Rusínů a Ukrajinců v Rakousku-Uhersku se také stal nepohodlným pro uherskou vládu. Jeho názory byly značně ovlivněny filozofy z dob starověkého Řecka a rovněž myšlenkám slovanské vzájemnosti. Věřil v Ruské impérium a doufal, že je zachráncem slovanských národů. Překládal z němčiny, slovenštiny, češtiny, ruštiny, maďarštiny a francouzštiny. Tvořil povídky z běžného života Rusínů, v nichž se věnoval problematikám sociální, národní a kulturní obrody, sociální nespravedlivosti, chudoby lidí a emigrace a alkoholismu.

## Životopis

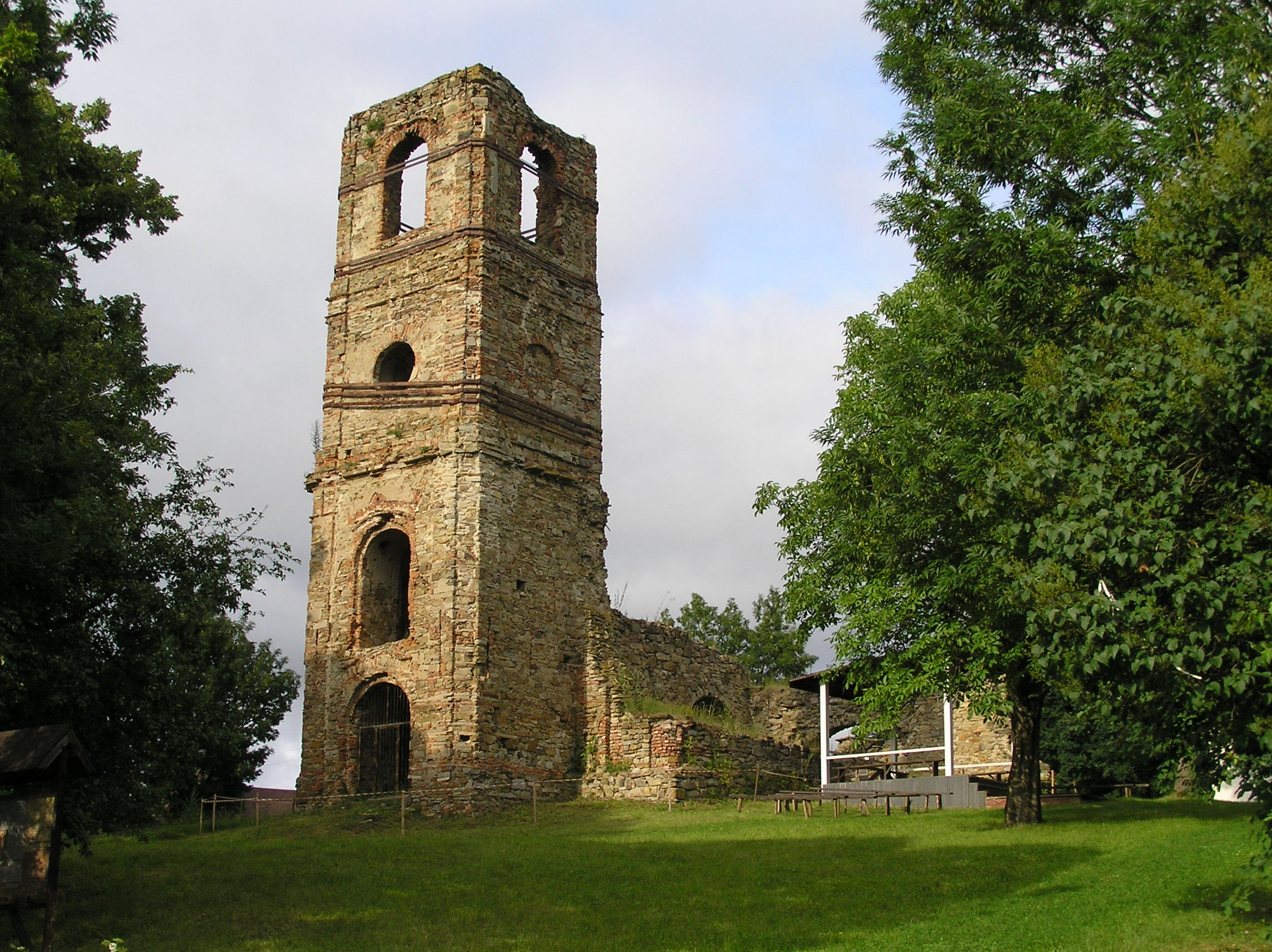
Monastýr Sestoupení Ducha svatého

Anatolij Kralický se narodil 12. února 1835 v obci Vyšné Čabiny (do roku 1964 existovaly jako samostatná obec) jako třetí z devíti dětí (3 synové a 6 dcer) v rodině místního řeckokatolického jáhna a učitele Fedora Kralického a Anny Končové (Anny Koncsovej). Pokřtěn byl 13. února 1835 v místním řeckokatolickém chrámě knězem Michalom Jakovičom. Jeho otec Fedor se narodil v Haliči (u města Stryj) a když byl mladý, přišel do monastýrské školy v Krásnom Brode, aby se vyučil kantorem a učitelem. Matka pocházela z obce Svetlice. Sourozenci Anatolije Kralického byli Julia, Terezie, Anton, Marie, Michal, Zuzana, Štefan a Anna. Základní vzdělání získal nejprve od otce v rodině a poté ve škole v sousední obci Krásný Brod.
Anatolij Kralický se koncem 40. let střetl s Alexandrem Duchnovičem, významným rusínským duchovním spisovatelem, který navštěvoval monastýr Sestoupení Ducha svatého v Krásnom Brode. V roce 1850 se jako 15letý dostal do monastýru Sestoupení Ducha svatého. V roce 1854 se dostal jako kandidát do monastýru svatého Mikuláše v Mukačevě na doporučení od Alexandera Duchnoviče, který si všiml jeho nadání k dějinám a literatuře. Anatolij Kralický následně v letech 1854 – 1856 studoval v Mariapovčanském monastýru (Máriapovčianskom monastieri), později mezi lety 1856 – 1858 v monastýru Sestoupení Ducha svatého.

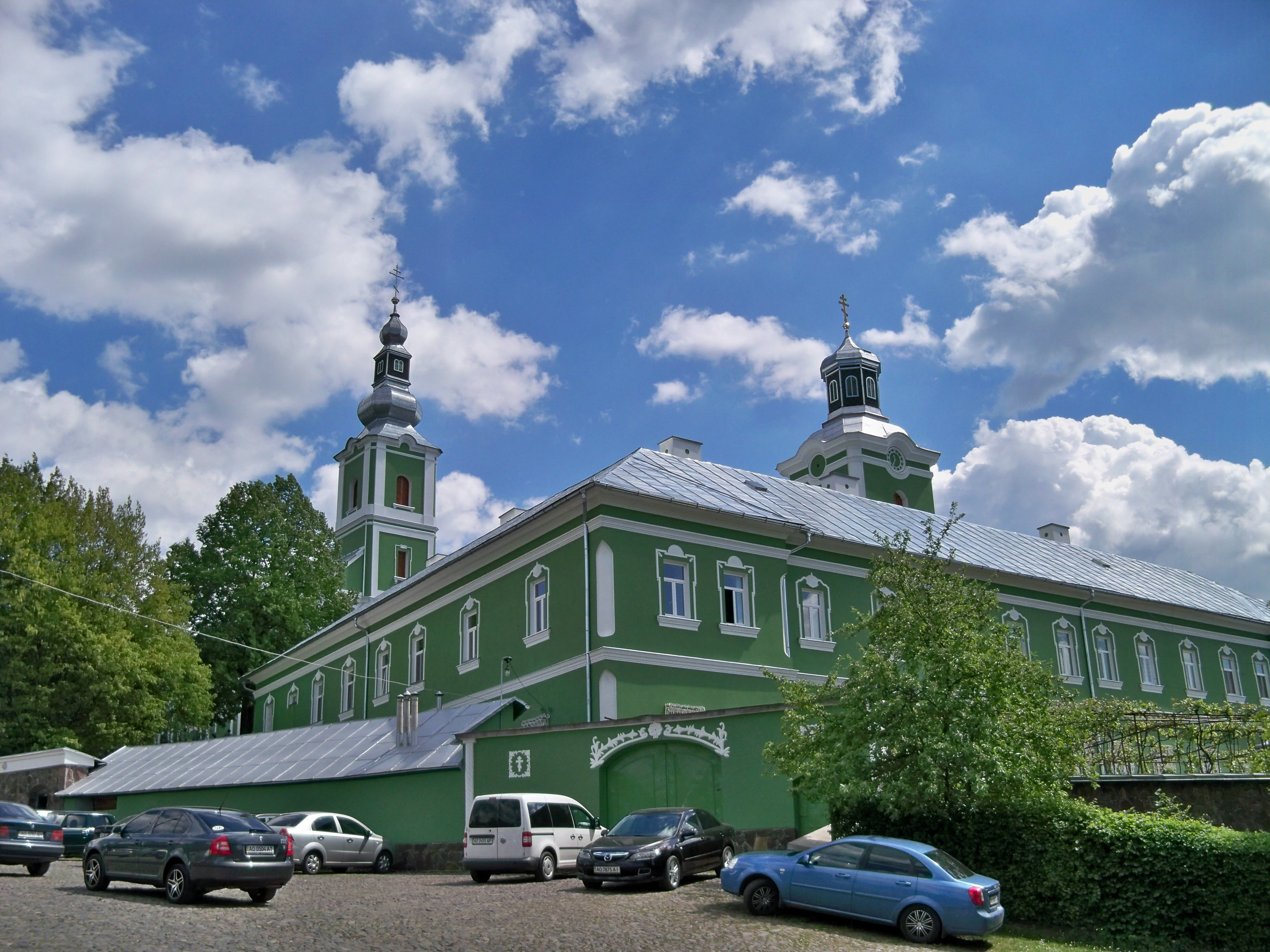
Monastýr svatého Mikuláše

Za necelý půlrok byl přijat do monastýru v Máriapócs jako profesor církevní historie a kanonického práva a zároveň získal právo vést bohoslužbu.
Tam se naučil německy, což mu pomohlo při studiu německé literatury. V roce 1863 se stal profesorem, později tajemníkem igumena a od roku 1869 až do své smrti igumenem v monastýru svatého Mikuláše v Mukačevě, který byl od svého založení hlavním střediskem náboženského, národního i kulturního života v Podkarpatské oblasti.
Anatolij Kralický se v říjnu 1866 zapojil do činnosti do kulturně-osvícenského tovaryšstva – Obščestvo sv. Vasylija Velykoho (česky Společnost svatého Visilije Velikého), v rámci kterého byl v letech 1867 – 1871 redaktorem novin Svit (česky Svět). Byl také členem literární společnosti v Lvově – Halycko-Ruska matycja (česky Haličsko-Ruská matice). Později se s Ivanem Siľvajem pokoušel o založení vlastních, literárně-občanských novin, ovšem myšlenku se nepodařilo zrealizovat.
Anatolij Kralický ovládal mnoho jazyků – ruštinu, ukrajinštinu, slovenštinu, češtinu, maďarštinu, němčinu, francouzštinu, řečtinu, latinu a karpatsko-rusínštinu.:s.39
Anatolij Kralický zemřel 11. února 1894 v Mukačevském monastýru a pochovali ho do krypty na hřbitově tohoto monastýru. Nekrolog, v kterém byl vyzdvižen přinos Anatolije Kralického, napsal Jevgenij Fencik.

## Tvorba
Anatolij Kralický je autorem více než 400 vědeckých, publicistických a literárních titulů. Svá díla publikoval také pod různými pseudonymy a kryptonymy (Askoľd, Ivan Noď, I. Vasylevyč, Foma Fomyč, A. Fedorovyč, Laborčan, A. K....). Napsal mnoho povídek, pověstí, novel, črt, překladů, publicistických článků, etnografických a vlastivědných studií – Sivero-vostočnaja Uhorščyna (česky Severovýchodní Uhersko), Topografičesko-geografičeskoje opisanije (česky Místopisně-zeměpisný popis), Rusiny Laborskije v Uhorščine (česky Laborečtí Rusíni v Uhersku), Svadebnyji obrjady u Laborskych Rusinov (česky Svatební obřady u laboreckých Rusínů), Narodnyji pesni iz okolicy Mističevskoj v Ugriji (česky Lidové písně z okolí Mystyče v Uhersku), Narodnaja etnografija (česky Národopis), Etnografičeskije mysli iz byta Ugorskich Slovakov (česky Etnografické poznámky ze života uherských Slováků), O sovremennnom položenii russkich v Ugrii (česky O současném postavení Rusů v Uhersku). Kralického díla nebyla za jeho života vydána knižně.
Práce a díla Anatolije Kralického byly publikovány v různých publikacích v Moskvě, Petrohradě, Budapešti, Vídni, Kyjevě, Lvově a Užhorodě. V letech 1856–1859 psal do prvních novin v Podkarpatské Rusi – Cerkovnaja gazeta (česky Církevní noviny). Přispíval taktéž do užhorodských novin Svit (česky Svět) a Lystok (česky Lístek) a do haličských časopisů Slovo (česky Slovo), Žyťťa i slovo (česky Život a slovo), Sokol, Sova, Zorja halyckja (česky Úsvit haličský), Halyčanyn (česky Haličan), Novyj prolom (česky Nový přelom), Novyj halyčanyn (česky Nový Haličan), Vestnyk (česky Věstník), Beseda, Naukovyj sbornik (česky Vědecký sborník), Otečestvennyj sbornik (česky Vlastenecký sborník). Vyjadřoval své kriticko-realistické názory, kvůli kterým se stal nepohodlným pro uherskou vládu – poukazoval na velký útlak rusínského a ukrajinského obyvatelstva v Rakousko-Uhersku.:s.29
Přispěl také k vytvoření sbírky informací o slovanských národech – Slavjanskij sbornik (česky Slovanský sborník), který byl vydán v Petrohradě. Ve své tvorbě se věnoval také historii podkarpatských monastýrů. Kralický v roce 1874 publikoval úryvek z osud neznámé Mukačevské kroniky z 15. století a článek Pivnično-Schidna Uhorščyna (česky Severovýchodní Uhersko), ve kterém uvedl topograficko-geografický popis tehdejších čtyř zakarpatských komitátů s charakteristikou měst, obcí, národnostní struktury a postavení zdejšího obyvatelstva.
Vytvořil sérii článků Naukovyj sbornik halycko-ruskoj maticy (r. 1866, I. – IV.) (česky Vědecký sborník Haličsko-rusínské matice), ve kterých ve formě reportáží napsal sérii biografií významných představitelů rusínské kultury – Alexandra Duchnoviče, Arsenije Kocáka, Vasila Popoviče, Michala Baluďanského a dalších. Je autorem mnohých povídek a vyprávění ze života rodného kraje podkarpatských Lemků (Rusínů). Tyto povídky a vyprávění se později staly podklady pro díla Arsenije Kocáka a Vasila Popoviče.
Názory Anatolije Kralického byly výrazně ovlivněny antickými filosofy starověkého Řecka a Říma a myšlenkou slovanské vzájemnosti. Ve své tvorbě a národně-uvědomovacím procesu následoval své velké předchůdce – Andrije Bačinského, Ioannikija Bazylovyče, Vasyla Dovhovyče, Mychala Lučkaje, Alexandra Duchnoviče, Alexandra Pavloviče, když bránil kulturu svého národa v období silné maďarizace. Považoval se za stoupence a pokračovatele buditelské činnosti Alexandra Duchnoviče. Záchranu proti maďarizaci Rusínů viděl stejně jako Alexander Duchnovič v šíření myšlenek o slovanství a slovanské vzájemnosti. Zastával názor, že Ruské impérium je zachráncem slovanských národů, a věřil v jejich lepší budoucnost.

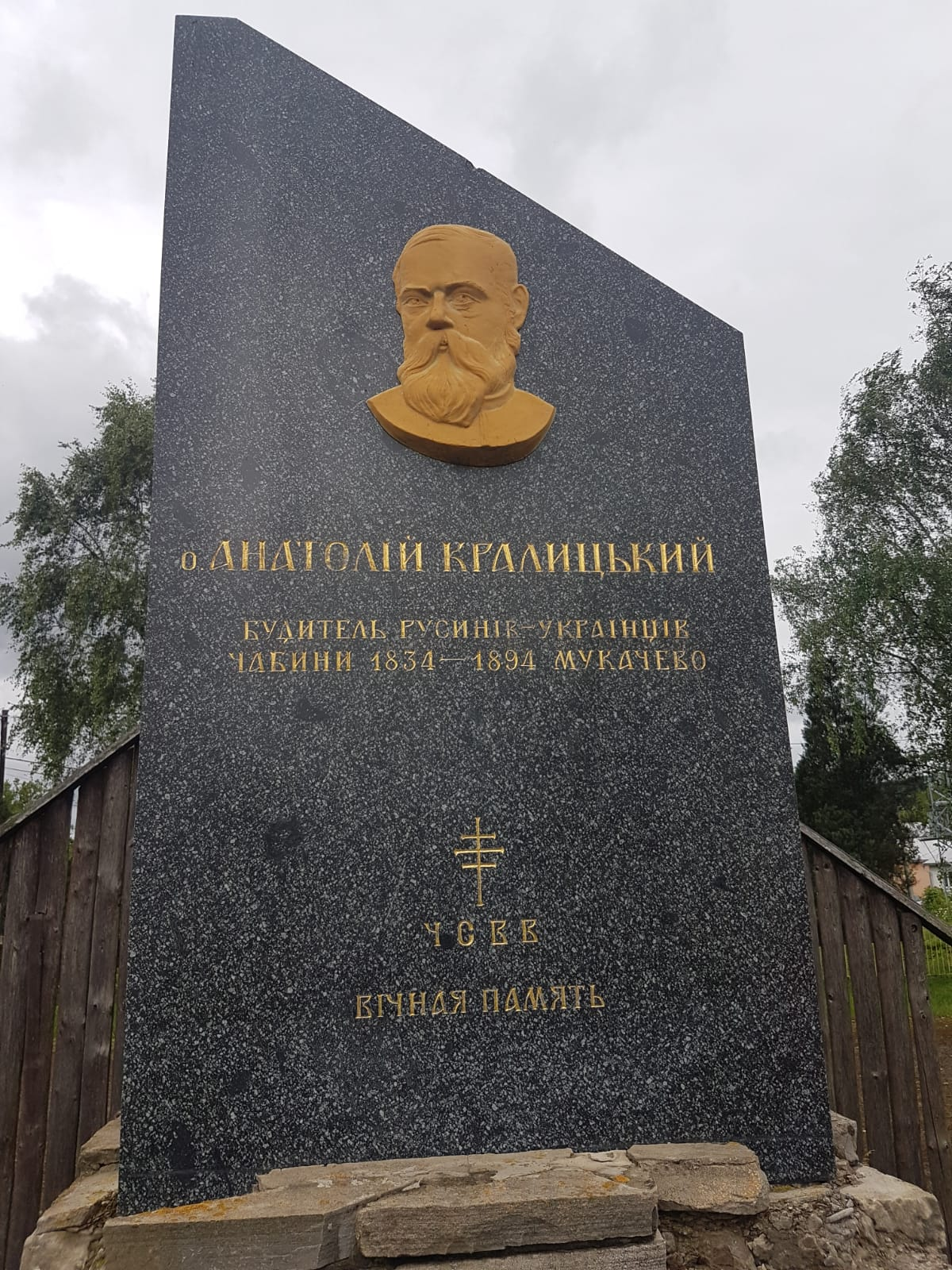
Památník Anatolije Kralického v Čabinách

Ve spolupráci s Cyrilem Szabó vytvořil knižní řadu Narodnoje čtenije (česky Lidové čtení) a vydaly ji v roce 1869. Jejich cílem bylo šířit osvětu národu.
Sestavil velikou knihovnu díky dávným archivům. Jeho knihovna obsahovala díla významných ukrajinských, ruských, slovenských, polských, srbských a německých spisovatelů (Hryhorij Savyč Skovoroda, Ivan Petrovyč Kotljarevskyj, Taras Hryhorovyč Ševčenko, Marko Vovčok, Oleksa Storoženko, Michal Lučkaj, Alexandr Sergejevič Puškin, Vasilij Andrejevič Žukovskij, Nikolaj Vasiljevič Gogol, Pavel Josef Šafařík, Ján Kollár, Adam Mickiewicz...). Mnoho knih mu daroval ukrajinský vědec Mychajlo Petrovyč Drahomanov, který mu posílal etnografické a folklórní materiály a sbírky. Mezi nimi byly Maloruské lidové písně (Maloruski narodni písni) a Maloruské lidové pověsti (Maloruski narodni perekazy). Diskutovali společně také o problémech národnostních menšin v Rakousko-Uhersku a v Ruském impériu. Anatolij Kralický si dopisoval s Jakovem Fjodorovičem Holovackým, který využil jeho materiály o folklóru ve své čtyřdílné práci Lidové písně Haličské a Uherské Rusi (Narodnyje pesni Galickoj j Ugorskoj Rusi, 1878), Osypem Andrijevičem Mončalovským a Ivanem Jakovyčem Frankem. Ivan Jakovyč Franko publikoval některé Kralického zápisy v časopisu Žyťťa i slovo (česky Život a slovo). Kralický udržoval vztahy s mnohými osobnostmi vědy a kultury, například s Antonem Semjenovičem Budilovičem, Bohdanem Andrijevičem Didyckým, Andrejem Petrovičem Deškem, Mychajlem Petrovyčem Drahomanovem, Izmailem Ivanovičem Srezněvským…
| „                            | Knihy jsou ty komory, v kterých jsou spojeny poklady minulých rodů a duševní zisky současníků. | “ |
| — citát Anatolije Kralického |                                                                                                |   |

Anatolij Kralický překládal z němčiny, slovenštiny, češtiny, ruštiny, maďarštiny a francouzštiny do rusínštiny a ruštiny. Osobitou částí překladatelské činnosti Anatolije Kralického jsou překlady děl Švýcara Jeremiase Gotthelfa a německo-švýcarského spisovatele Johanna Heinricha Danieal Zschokke, kteří působili v období osvícenství. Anatolij Kralický se snažil překlady přizpůsobit prostředí Užhorodské Rusi (například v postavy v jeho dílech slaví Vánoce podle Juliánského kalendáře). Ze slovenské literatury překládal díla Jána Hollého, Pavla Josefa Šafaříka, Svetozára Hurbana-Vajanského a Antona Bielka, které uveřejňoval v novinách Lystok (česky Lístek). Dopisoval si s Jankom Kráľom, o kterém napsal biografii.:s.25 V rámci publicistické činnosti uveřejnil články také o Štefanovi Moyzesovi, Pavlovi Josefovi Šafaříkovi, Jozefovi Hložníkovi a Františkovi Víťazoslavovi Sasínkovi.
Svou literární tvorbu začal v 60. letech 19. století. Patřil k slovanofilům a usiloval o prosazení myšlenek slovanské vzájemnosti, které ovlivňovaly společensko-politický život inteligence v tomto období. Působil v období romantismu a realismu. Byl hlavním představitelem karpatsko-rusínského romantismu. V jeho romantických dílech se postavy nepodrobí osudu, ale snaží se pomáhat druhým bez víry v nadpřirozené sily, což bylo důkazem víry Anatolije Kralického v sílu národa a lepší vlastnosti člověka. Prosazoval upřímnost a lásku, nikoli odloučenost a samostatnost jako jiní romantici.:s.27, 58
Anatolij Kralický pod vlivem realismu napsal vícero sociálně-kritických povídek. Poukazoval v nich na různé problémy a tíživou sociálně-ekonomickou situaci na území dnešního východního Slovenska a Zakarpatské Rusi. Věnoval se problematikám sociální, národní a kulturní obrody, sociální nespravedlivosti, chudoby lidí a emigrace. V dílech se věnoval také alkoholismu – velkému problému tehdejšího obyvatelstva, kterého zneužívali hospodáři, obchodníci a krčmáři. Druhou příčinou chudoby na venkově v této oblasti byla podle Anatolije Kralického exekuce.:s.119–122

## Etnografie
Anatolij Kralický se také zabýval etnografií a folklorem. Často se seznamoval s obyčejnými vesničany a při seznámení si zapisoval písně, moudrosti, vědomosti o národních obřadech, hádanky, přísloví, rčení (pořekadla), pohádky, koledy... Napsal vícero etnografických článků o různých slovanských národech – Srbech, Bulharech, Rusech, Ukrajincích... Řešil v nich také sociálně-ekonomické, politické, kulturní či historické otázky.
Anatolij Kralický strávil v roce 1863 dva týdny na východním Slovensku, kde ho zaujaly zdejší svatební zvyky, o kterých napsal v článku Svadebnyji zvyčaji u šaryšskych Slovakov (česky Svatební zvyky šarišských Slováků). Článek uveřejnil v časopisu Halyčanyn (česky Haličan) v roce 1868.:s.30-34

## Díla

### Pověsti
- Kňaz Laborec (česky Kníže Laborec) je nejvýznamnějším a nejznámějším dílem Anatolije Kralického. Dílo bylo publikováno v sborníku Halyčanyn (česky Haličan) v roce 1863. Děj romantické pověsti se soustřeďuje na knížete Laborce a jeho snahu ubránit se ve své užhorodské pevnosti Uhrům.[pozn. 2][29] Zrada, která byla nucena utíkat se svou dcerou Vírou a svými nejbližšími spolubojovníky až k řece Sviržavě, na jejímž břehu ho Uhři chytili a popravili. Jeho věrní spolubojovníci ho tam pochovali. Kralický popisuje tragický konec slovy: „Pochovali ho na tom místě u Sviržavy a nazvali tu nešťastnou říčku Laborec.“ Dílo bylo následně několikrát vydáno (například v roce 1925 Augustinem Vološinem).[4][12]:s.14, 35[14]
- Svjato-Jurskyj monastryr v Livadiyi (česky Svatojiřský monastýr v Livadiji) je pověst z období osvobozujících bojů v Řecku. Anatolij Kralický ji napsal v roce 1862 a byla vydána v roce 1865 v 10 vydáních časopisu Slovo (česky Slovo).[12]
- Abeľar i Heloysa (česky Abélard a Heloisa) je pověst, kterou Anatolij Kralický vydal v roce 1866 pod pseudonymem Laborčan.[12]
- Kazň neba (česky Nebeská poprava) je pověst, která byla publikována v roce 1863.[12]:s.35
- Ďak (česky Kostelník) je pověst, kterou Anatolij Kralický publikoval v roce 1866 v sborníku Otečestvennyj sbornik (česky Vlastenecký sborník) ve Vídni pod pseudonymem Laborčan.[12]
- Prometej (česky Prométheus) je pověst s prvky řecké mytologie, kterou Anatolij Kralický vydal v roce 1867 v novinách Svit (česky Svět) pod pseudonymem Foma Fomyč.
- Mojsej (česky Mojžíš) je pověst, která byla publikována až v roce 1998.[12]:s.35
- Sіľskyj učyteľ (česky Vesnický učitel) je realistická pověst, kterou Anatolij Kralický vydal v roce 1868 pod pseudonymem Askoľd v novinách Svit (česky Svět). Inspiroval se díly spisovatelů Johanna Heinricha Daniela Zschokkeho (Němec) a Jeremiase Gotthelfa (Švýcar). Děj se odehrává v obci Blažovce, v které jsou obyvatelé popsání jako leniví, zaostalí a mnozí závislí na alkoholu. Hlavní postavou je nový učitel Hryhorij, po příchodu kterého nastává ve vesnici změna. Hryhorij je pracovitý, čestný, přesný, dochvilný a čistotný. Rád čte a přemýšlí nad tím, jak zlepšit život ostatních v dědině. Odmítá jakékoli tělesné tresty na vyučování. Snaží se o rozvoj obce – otevře nedělní školu pro dospělé, pekárnu, dětský domov, knihovnu, domov důchodců a iniciuje výstavbu kamenných domů. Postava je inspirována Alexandrem Duchnovičem. Ve vyučování a rozvoji vesnického života mu pomáhá také jeho manželka, která místní ženy učí domácím pracím. Do mnohých aktivit se zapojuje také kněz Luka.[22]:s.68 - 71
- Brytva i mylo (česky Břitva a mýdlo) je pověst, která byla uveřejněna v roce 1883 v novinách Novyj Prolom (česky Nový přelom).
- Juhoslov'janski amazonky (česky Jihoslovanské amazonky) je romantická pověst s námětem historie obrany slovanských národů, kterou Anatolij Kralický publikoval v roce 1891. Hlavní myšlenkou je povstání v jihoslovanské vesnici pod vedením Ivana Holovyča, kterého později zradí a vydají nepříteli. Proto ho nahradí jeho manželka Terka – hlavní postava pověsti. Anatolij Kralický prostřednictvím díla odsoudil tehdejší poměry v mnohonárodnostní společnosti.[22]:s.57, 58
- Fon Mynkač je pověst, kterou Anatolij Kralický publikoval v roce 1892 pod pseudonymem Ivan Noď.
- Žitejskije drjazgi (česky Každodenní hádky) je pověst, děj které se odehrává na jarmarkách v městech Mukačevo a Barehovo. Hlavní myšlenkou jsou příhody běžných lidí – sirotky Marišky, vesničanů Zozuli a Andráša, kteří prodávají zakázaný tabák.[22]
- Pastyr u polonynach (česky Pastýř na holích) je pověst, která je kompozičně rozdělena na 6 částí s 2 dějovými liniemi. V první dějové linii se děj soustřeďuje na chudého pastýře Volodymyra. Miluje Olenu, kterou však zámožný otec již slíbil rozmazlenému boháčovi Tichomirovi. Druhá linie se odehrává na Valašsku, kde bojar Dumyriu vyznává lásku Floře, přičemž ve vedlejší místnosti na smrtelné posteli leží jeho žena. Flora ho obviní z nelidskosti a chce se mu pomstít. Anatolij Kralický vydal dílo v roce 1860.[4]

### Romantické povídky
- Obraz žizni (česky Obraz života) je povídka, která je literárním debutem Anatolije Kralického. Byla publikována v slabikáři Knyžnycja čytaľnaja dľa načynajuščych v roce 1847. V povídce vystupuje stařec, který má představovat Alexandra Duchnoviče.[22]:s.39 - 40
- Ivan je romantická povídka, která vznikla na základě překladu díla Uli der Knecht švýcarského spisovatele Jeremiase Gotthelfa. Anatolij Kralický ji publikoval v užhorodských novinách Svit (česky Svět). Později jí knižně publikoval s Cyrilem Szabó v rámci knižní série Narodnoje čtenije (česky Národní čtení) v roku 1869. Hlavní postavou je 20roční Ivan, který se stává moudrým ekonomem. Není však spokojen so svým životem a východisko nachází v alkoholu.[22]
- Pugačov je romantická povídka, která vznikla na základě překladu díla A vakmerő (česky Směly) od maďarského spisovatele Móre Jókaie. Anatolij Kralický však konečný text upravil – překlad zdynamizoval vynecháním vedlejších postav a epizod. Byl to zároveň jeho překladatelský debut.[5][12]:s.143 - 153
- Napoleon v Moskve (česky Napoleon v Moskvě).[5]
- Ne chody, Hrycju, na večornyci! (česky Nechoď, Hryc, na večerní posezení!) je romantická povídka s prvky mystiky a folklóru, které námětem byly také známé lidové písni z východního Slovenska a Zakarpatské Rusi. Jednou z nich byla píseň o věčné lásce a boji o lidskou důstojnost - Oj ne chody, Hrycju, ta j na večornyci (česky Oj, nechoď Hryc, na večerné posezení)[34], která byla poprvé uvedena v roce 1805. Anatolij Kralický část ze začátku písně uvedl na konec povídky. Dílo vydal v Lvovských novinách Slovo (česky Slovo). Tímto dílem inspiroval vícero spisovatelů (Alexander Alexandrovič Šachovskoj, Volodymyr Ivanovyč Samijlenko, Mychajlo Petrovyč Staryckyj, Olha Julianivna Kobyljanska...). Dílo bylo publikováno až v roce 1865.[12]:s.35[22]:s.53 - 57
- Fedir Petrjuk je romantická povídka s historickou myšlenkou, která byla publikována v sborníku Otečestvennyj sbornik (česky Vlastenecký sborník) ve Vídni v roce 1862. Děj se odehrává v Maramurešském pohoří v období turecko-tatarských nájezdů. Hlavní postavou je vědecký hospodář Fedir Petrjuk, který zradou nabudil bohatství a kvůli penězům je ochotný udělat cokoli. Na druhé straně jsou vzbouřenci, které vede Vasyľ Bahoš (Vasyl Bahoš). Na konci se Fedir Petrjuk stává žebrákem jako trest za to, že spolupracoval s nepřítelem a zaprodal jedinou dceru do osmanského harému.[22]
- Bratovbyvcja (česky Bratrovrah) je romantická povídka s biblickým námětem, které rukopis se nenašel – ztracený v redakci literárního sborníku Halyčanyn (česky Haličan).[12]:s.35

### Sociálně-společenské povídky
- Pivnycja (česky Pivnice) je sociálně-společenská povídka a jedno z nejvýznamnějších díl Anatolije Kralického. Řeší problém svého rodného regionu – zrod krčem (hospod) díky rychlému vývoji kapitalismu a velkého nepřítele – alkoholismu. Časté exekuce měly za následek ještě větší zubožení vesnic.
- Ekzekutor (česky Exekutor) je realistická, sociálně-společenská povídka na tehdy aktuální téma – bída a následné exekuce na venkově,[pozn. 3] kterou publikoval v roce 1892 pod pseudonymem Ivan Noď v časopise Beseda (česky Beseda). Vypravěčem díla s jednoduchou kompozicí a dějem je exekutor, který cestuje do chudé vesnice Iršavka.[22]:s.65 - 68 Autor v díle ukazuje velkou prázdnou chýši, kterou je také potřebné dát do exekece. Exekutor z chýše bere jedinou věc – teplou peřinu, pod kterou leží nemocná manželka vesničana. Svoje konání vysvětluje svou povinností. Později však přemýšlí, jestli bylo jeho konání opravdu spravedlivé.
- Pijavycja (česky Pijavice) je sociálně-společenská povídka, kterou Anatolij Kralický publikoval s Cyrilem Szabó v roce 1869 v rámci knižní série Narodnoje čtenije (česky Národní čtení). Má jednoduchý děj a kompozici tvoří 9 částí, z kterých je prvních osm pojmenovaných. Název označuje hlavní postavu – krčmář Rozenfeľda (Rosenfelda), který usiluje jenom o co největší zisk. Používá také nemorální způsoby, jako např. ředění pálenky špinavou vodou. Je vdovec s 3 syny. Jednomu z nich – Mendeľovi (česky Mendelovi), chce dát skryté peníze v pivnici. Ty už předtím objeví vesničanka Mária (Marie), která se v pivnici skryje a před odhalením předstírá smrt. Otec a syn přenesou její tělo do lesa, kde ho chtějí spálit. Mária je ovšem důvtipná – sebere peníze, hodí je do ohně a uteče, za což se jí chce Rozenfeľda pomstít. Mendeľ si následně otevře vlastní krčmu a založí také fabriku. Ačkoli prodává pálenku levněji, má nemorální způsoby jako otec. Na konci díla Mendeľa postavila před soud.[22]:s.61-64

### Pohádky
- Kazka pro hory (česky Pohádka o horách) je pohádka o stvoření hor. Pan Bůh v pohádce zasel zrno, kde vznikla hora. Původně je chtěl rozmístit rovnoměrně. Stvoření nového světa se ovšem nelíbilo Ďáblovi, který v podobě osy uštípl Pana Boha. Tomu se zrna rozsypala a hory byly rozmístěny nerovnoměrně.[22]:s.32
- Sv. Petr i Kolesar (česky sv. Petr a cyklista) je pohádka o chudém, důvtipném, čestném a neúnavném cyklistovi Ivanovi Kukynovi. Šest dní v týdnu těžce pracuje a sedmý den prohraje vše v kartách. Jednou ho navštíví Ježíš Kristus a Sv. Petr. Jako znak poděkování za pohostinnost mu splní 3 přání. Přeje si, aby vždy vyhrával v kartách, aby byl oběšen ten, kdo bude z jabloně krást plody, a aby nemohl vstát z jeho lavičky ten, kdo si na ni sedne. Dlouhou dobu se Ivanovi daří a koná dobré skutky. Jednoho dne za ním přijde Smrt, která si sedne na lavičku a už nemůže vstát. Ivan ji pustí, jestliže mu prodlouží život o 100 let. Později si chce sebrat jablko, ale musí prodloužit Ivanovi život o 300 let. Po 150 letech se Smrt rozhodne velmi starého Ivana vzít se sebou. Do nebe ovšem Ivana nepustí, a tak musí se Smrtí do pekla.[22]:s.32-33[24]
- Ohoň (česky Oheň) je pohádka, kterou Anatolij Kralický publikoval v roce 1893 pod pseudonymem Ivan Noď v časopise Beseda (česky Beseda). Vystupuje v ní Ježíš Kristus a sv. Petr. kteří odměňují dobré pracovité lidi, kteří jsou chudí. Trestají ty, kteří jsou pyšní a přišli nečestně k bohatství. Zápornými postavami jsou dva bratři. Starší bratr je vesnický boháč a mladší je valach. Oba dva po zbohatnutí zapomenou na tehdejší chudobu a zpyšní. Za trest všechno jejich bohatství spálí oheň.[22]:s.33
- Frajir na husjačych nohach (česky Frajer na husích nohách) je pohádka, která byla publikována v časopise Žyťťa i slovo (po česky Život a Slovo) v roce 1894. Hlavní postavou je Mária (Marie), která jako jediná mezi kamarádky nemá přítele a je ochotná udělat cokoli, aby si ho našla.

### Legendy
- Dobra baba i čort (česky Dobrá baba a čert) je legenda, kterou publikovala Olha Fedorivna Franko v časopise Žyťťa i slovo (česky Život a slovo) v rámci rubriky Novely i fablio (česky Novely a fabliau) v roce 1894. Děj se odehrává v dědině, kde ještě nikdy nebyl kominík. Jednou si ho zavolá místní statkář. Kominík se zeptá na cestu stařeny, která v lese sbírá hříbky. Ta si myslí, že je čert. Proto mu doporučí delší cestu, aby nepotkal kříž.[24]
- Zvidky vzjalasja žaba? (česky Odkud se vzala žába?) je legenda, která byla publikována v časopise Žyťťa i slovo (česky Život a slovo) v roce 1894. Je o muži, kterému se narodí dítě, ale nikdo nechce být jeho kmotrem. Plakat na konci vesnice ho najdou Ježíš Kristus a sv. Petr. Ježíš Kristus se nabídne, že půjde za kmotra. Pokřtí dítě a doma je bohatá hostina. Muž postupně zbohatne a zpyšní. Po roce ho znovu navštíví Ježíš Kristus a sv. Petr. Nechce je už pohostit a vyhání je z domu. Ježíš Kristus ho proto hodí do louže a z muže se stane žába.[24]

## Památky
- Na počest Anatolije Kralického po něm byly pojmenovány ulice v městech Užhorod a Mukačevo.[5]
- V rodné obci Čabiny stojí jeho pomník, autorem kterého je Juraj Gavula.[35][36]
- Rusínští aktivisti v roce 2006 na budově monastýru v Máriapócsi odhalili jeho pamětní tabuli v rusínštině a maďarštině.[12]